# Barsboldia sicinskii
Barsboldia sicinskii és una espècie de gran dinosaure hadrosàurid que va viure al període Cretaci, al Maastrichtià inferior. Les seves restes fòssils es van trobar a la formació de Nemegt d'Ömnogöv, Mongòlia. Es coneix a partir d'una columna vertebral parcial, una pelvis parcial i algunes costelles. Aquest dinosaure pot estar emparentat amb el dinosaure bec d'ànec crestat Hypacrosaurus de Nord-amèrica.